# 深澤義彦
深澤 義彦（ふかざわ よしひこ、1953年〈昭和28年〉2月22日 - ）は、日本の政治家、地方公務員。鳥取県鳥取市長（3期）。

## 概要
鳥取県鳥取市生まれ。鳥取市立賀露小学校、鳥取市立湖東中学校、鳥取県立鳥取東高等学校、福井大学工学部卒業。卒業後の1978年、鳥取市役所に入庁。秘書課長・市民税課長・総務部次長・行財政改革参事監などを経て、2006年、助役、2007年、鳥取市副市長。2014年1月退任。
2014年4月13日執行の鳥取市長選挙に無所属で出馬。元鳥取県議会議員の鉄永幸紀、元日本海テレビアナウンサーの福浜隆宏の両候補を破り、初当選を果たした。同年4月15日、市長就任。
※当日有権者数：154,559人 最終投票率：52.96%（前回比：pts）
| 候補者名 | 年齢 | 所属党派 | 新旧別 | 得票数   | 得票率 | 推薦・支持 |
| -------- | ---- | -------- | ------ | -------- | ------ | ---------- |
| 深澤義彦 | 61   | 無所属   | 新     | 29,625票 | 36.59% |            |
| 鉄永幸紀 | 66   | 無所属   | 新     | 25,690票 | 31.73% |            |
| 福浜隆宏 | 48   | 無所属   | 新     | 25,645票 | 31.68% |            |

2018年、日本共産党推薦の新人を破り再選。投票率は31.51％で過去最低を記録した。
2022年3月27日投開票の市長選挙で3選、投票率は30.57%で前回を下回り過去最低となった。